# دلگ
دلگ (به لاتین: Dêlêg) یک منطقهٔ مسکونی در جمهوری خلق چین است که در منطقه خودمختار تبت واقع شده‌است. دلگ ~۳۵۰ نفر جمعیت دارد.